# Traxler-Gegenangriff
|   | a | b | c | d | e | f | g | h |   |
| 8 |   |   |   |   |   |   |   |   | 8 |
| 7 |   |   |   |   |   |   |   |   | 7 |
| 6 |   |   |   |   |   |   |   |   | 6 |
| 5 |   |   |   |   |   |   |   |   | 5 |
| 4 |   |   |   |   |   |   |   |   | 4 |
| 3 |   |   |   |   |   |   |   |   | 3 |
| 2 |   |   |   |   |   |   |   |   | 2 |
| 1 |   |   |   |   |   |   |   |   | 1 |
|   | a | b | c | d | e | f | g | h |   |

Der Traxler-Gegenangriff nach 4. … Lf8–c5
Der Traxler-Gegenangriff (auch Traxler-Gegengambit) ist eine selten gespielte Eröffnungsvariante des Schachspiels. Er ist nach dem Tschechen Karel Traxler benannt, der die Variante zuerst 1890 gegen J. Reinisch spielte. In den 1920er Jahren wurde sie von den Mitgliedern eines Schachklubs in Pennsylvania analysiert. Im englischsprachigen Raum nennt man sie daher Wilkes-Barre-Variante.
Der Traxler-Gegenangriff entwickelt sich aus dem Zweispringerspiel im Nachzuge und beginnt mit den Zügen:
1. e2–e4 e7–e5 2. Sg1–f3 Sb8–c6 3. Lf1–c4 Sg8–f6 4. Sf3–g5 Lf8–c5
Die Eröffnungsvariante hat den ECO-Code C57. Mit dem auf den ersten Blick ungewöhnlichen Zug 4. … Lf8–c5 ignoriert der Schwarze die Bedrohung des Punktes f7 und lässt sogar eine Springergabel zu, die Dame und Turm zugleich bedroht (5. Sg5xf7). Nach dem Opfer 5. … Lc5xf2+ 6. Ke1xf2 zeigt sich aber die Grundidee dieser Variante: Mit 6. … Sf6xe4+ und nachfolgendem Dd8–h4 geht Schwarz zum Gegenangriff über. Das geschah zum Beispiel in der Beratungspartie Leser von Pionerskaja Prawda – Michail Tal, 1969. Spielt Weiß aber stattdessen 5. Lc4xf7+ oder 5. d2–d4, kommt er nach Meinung vieler Eröffnungstheoretiker in Vorteil.
Die Hauptvarianten des Traxler-Gegenangriffs sind:
- 5. Lc4xf7+ Ke8–e7 6. Lf7–d5
- 5. Lc4xf7+ Ke8–e7 6. Lf7–b3
- 5. d2–d4 d7–d5 6. Lc4xd5 Sc6xd4 7. Ld5xf7+ Kf8–e7 8. Lf7–c4
- 5. Sg5xf7 Lc5xf2+ 6. Ke1–f1
- 5. Sg5xf7 Lc5xf2+ 6. Ke1xf2 Sf6xe4+